# Прошлог Божића
Прошлог Божића (енгл. Last Christmas) је љубавно-хумористички филм из 2019. године, редитеља Пола Фига и сценаристкиња Брајони Кимингс и Еме Томпсон, која је написала причу са својим супругом, Грегом Вајзом. Темељи се на песми „Last Christmas” из 1984. године, а инспирисан је музиком Џорџа Мајкла, док главну улогу игра Емилија Кларк као разочарана радница божићне продавнице која успоставља везу са мистериозним човеком (Хенри Голдинг) и почиње да се заљубљује у њега; такође глуме Томпсон и Мишел Јео.
Филм је издат 8. новембра 2019. у Уједињеном Краљевству и 15. новембра 2019. године у Сједињеним Државама, дистрибутера Universal Pictures-а. Филм је издат 5. децембра 2019. године у Србији, дистрибутера Taramount Film-а. Добио је помешане критике критичара, који су хвалили наступе и хемију Кларкове и Голдинга, али су критиковали сценарио, а зарадио је 123 милиона долара широм света.

## Радња
Катарина „Кејт” Андрић, млада амбициозна певачица, ради у ћорсокаку као вилењак у божићној продавници током целе године у централном Лондону, чија се строга, али добродушна власница назива „Баба Мраз”. Кејт је бескућница након што ју је партнерка њеног новог љубавника истерала напоље. Док је на послу, примећује човека споља како гледа нагоре и разговара с њим, сазнавши да се зове Том Вебстер.
Након неуспешне певачке аудиције, Кејт поново види Тома и одлазе у шетњу, где је очарава својим необичним запажањима Лондона. Након што се изоловала од свог најстаријег пријатеља, Кејт је приморана да се врати да живи са родитељима, који су југословенски имигранти. Њена мајка, Петра, пати од депресије, а њен отац, Иван, бивши адвокат, ради као возач мини -аутомобила јер не може приуштити преквалификацију за адвокатску праксу у Великој Британији. Кејт се осећа угушена од стране мајке, која јој се допада док игнорише Кејтину сестру, Марту, успешну адвокатицу која је клозетована њиховим родитељима.
Кате почиње више времена проводити с Томом, који вози бицикл и волонтира у складишту за бескућнике, чему се у почетку руга. Тражећи Тома, који каже да држи телефон у ормару и често нестаје данима, она почиње да помаже у складишту у нади да ће налетети на њега, али открива да га особље никада није срело.
Док је славила Мартино унапређење, Кејт је злобно аутовала Марту родитељима. Затим налети на Тома, који је води у свој стан. Кејт открива да је, годину дана раније, била озбиљно болесна и морала је на трансплантацију срца. Кејт каже да се осећа полумртво и пита да ли има талента да постане извођач. Након што се отворила Тому, Кејт покушава да започне секс, али он то одбија.
Након што је провела ноћ са Томом, Кејт почиње малим корацима да побољша свој живот; бринући се о свом телу, намештајући састанак Баби Мраз са Данцем који воли Божић колико и она, извињавајући се Марти и њеној девојци и певајући божићне песме у потрази за новцем за склониште. Након неколико дана поново налети на Тома, који каже да има нешто важно да јој каже, али она превентивно тврди да се плаши обавеза и одлази.
Кејт се и даље труди да чини добро у свом свакодневном животу. Коначно, желећи да се помири са Томом, она се враћа у његов стан, где среће агента за некретнине који је на састанку, који објашњава да је место било упражњено током оставинске расправе. Након забуне око тога ко је власник стана, открива да је претходни власник погинуо у несрећи на бициклу прошлог Божића, а Кејт схвата да је Том био донатор органа чије је срце примила, те да су све њихове интеракције биле или халуцинације или духовна указања. Одлазећи у мали врт, који је био Томово омиљено место, Кејт га поново среће где каже да ће његово срце увек припадати њој. Откривено је да је клупа на коју су седели током првог одласка у башту, клупа успомене на Тома.
За Божић, Кејт организује представу користећи таленте људи у склоништу и позивајући све своје пријатеље и породицу, укључујући новопечени пар, Бабу Мраз и Данца. Кејт соло изводи песму Wham!-а, „Last Christmas”, испреплетена са успоменама њених такозваних „сусрета” са Томом све док не уследи весеље када се завеса подигне и придружи јој се бенд извођача. Касније, Кејт и породица заједно прослављају Божић, коме се први пут придружила Алба, Мартина девојка.
Божићно славље нестаје, а јако светло прелази у летњу сцену где се види видно здравија Кејт како пише у свом дневнику у врту с којим ју је Том упознао. Насмејана и видно срећна, Кејт подиже поглед, како је Том увек саветовао.

## Улоге
- Емилија Кларк као Катарина „Кејт” Андрић
  - Медисон Инголдсби као млада Кејт Андрић
- Хенри Голдинг као Том Вебстер
- Мишел Јео као Хуанг Ћинг Шин / „Баба Мраз”
- Ема Томпсон као Петра Андрић
- Лидија Леонард као Марта Андрић
  - Луси Милер као млада Марта Андрић
- Борис Исаковић као Иван Андрић
- Ребека Рут као др Адис
- Ингрид Оливер[5] као полицајка Краули
- Лора Евелин као полицајка Черчил
- Пети Лупоне као Џојс
- Калвин Демба као Нејтан
- Џејд Аноука као Алба
- Роб Делејни као позоришни редитељ
- Питер Серафинович као позоришни продуцент
- Петер Мигинд као „Дечак”
- Амит Шах као Енди
- Максим Балдри као Ед
- Сју Перкинс као редитељка Ледене представе
- Лиран Нејтан као марокански продавац
- Ричард Стокер као бескућник

У додатку, Ендру Риџли, из дуа Wham!, чија се песма, „Last Christmas”, инструментал радње, има камео улогу на аудицији на крају филма.